# Ezra Pound
Ezra  Weston Loomis Pound angleška izgovorjava: /ézrə páu̯nd-/, ameriški pesnik, esejist in prevajalec, * 30. oktober 1885, Hailey, Idaho, ZDA, † 1. november 1972, Benetke, Italija.
Bil je eden izmed najvplivnejših ameriških pesnikov 20. stoletja, velja za začetnika imagizma.

## Življenje
Živel je mdr. v Londonu, po prvi svetovni vojni se je preselil v Italijo in postal simpatizer fašizma. Zaradi tega je bil po koncu druge vojne ujet in obtožen veleizdaje, a so ga po posredovanju mnogih znanih književnikov spoznali za duševno bolnega. Zato je živel v raznih sanatorijih, proti koncu življenja ponovno v Italiji. 
Njegovo pomembno delo je pesniška zbirka Kanti (pesnitev Cantos).
Miklavž Komelj je pripravil prevod in komentirano izdajo s spremno študijo dela te pesnitve z naslovom Pizanski Cantos (2024, 603 strani), v katerem je Pound najintimneje spregovoril o samem sebi; pisal jo je v mesecih težke osebne preizkušnje, ko se je ob koncu druge svetovne vojne zaradi svojih medvojnih radijskih oddaj na Radiu Rim znašel v kazenskem taborišču ameriške vojske v bližini Pise v Italiji. Nekaj časa je bil zaprt celo v posebej zanj narejeni jekleni kletki.

## Kulturni vpliv
Italijanska neofašistična organizacija CasaPound Italia (casa pomeni »dom« ali »hiša«) nosi njegovo ime.